# جوردان بريدجز
جوردان بريدجز (بالإنجليزية: Jordan Bridges)‏ مواليد 13 نوفمبر 1973 في كاليفورنيا، الولايات المتحدة، هو ممثل أمريكي بدأ مسيرته الفنية سنة 1982.

## الأعمال

### أفلام
- وكر اللصوص (2018) - بدور لوبن بوب
- تردد (2000)
- ابتسامة الموناليزا (2003) (بدور: سبنسر جونز)
- جيه إدغار (2011)

### مسلسلات
- المسحورات
- القانون والنظام: النية الإجرامية
- سي اس آي: نيويورك
- دون أثر

## روابط خارجية
- جوردان بريدجز على موقع IMDb (الإنجليزية)
- جوردان بريدجز على موقع ألو سيني (الفرنسية)
- جوردان بريدجز على موقع أول موفي (الإنجليزية)
- جوردان بريدجز على موقع قاعدة بيانات برودواي على الإنترنت (الإنجليزية)
- جوردان بريدجز على موقع قاعدة بيانات الأفلام السويدية (السويدية)
- جوردان بريدجز على موقع إن إن دي بي (الإنجليزية)
- جوردان بريدجز على موقع ديسكوغز (الإنجليزية)
- جوردان بريدجز على موقع قاعدة بيانات الفيلم (الإنجليزية)
- جوردان بريدجز على موقع كينوبويسك (الروسية)